# Amphisbetia minuta
Amphisbetia minuta is een hydroïdpoliep uit de familie Sertulariidae. De poliep komt uit het geslacht Amphisbetia. Amphisbetia minuta werd in 1882 voor het eerst wetenschappelijk beschreven door Bale. 